# Raining Stones
Ne doit pas être confondu avec Rolling Stones.
Pour plus de détails, voir Fiche technique et Distribution.
Raining Stones (litt. « Il pleut des pierres ») est un film britannique réalisé par Ken Loach, sorti en 1993.

## Synopsis
Bob, le personnage principal, vit avec sa femme Anne et sa fille Coleen dans une banlieue misérable de Manchester. Lui et son ami Tommy se débrouillent du mieux qu'ils peuvent pour vivre dans la Grande-Bretagne des années Thatcher. Le film dépeint la précarité de la société anglaise à l'époque, en montrant tous les emplois que Bob est forcé d'exercer, allant de la revente de viande au marché noir jusqu'à être vigile dans une discothèque. En dépit de sa situation pour le moins précaire, Bob tient par-dessus tout à acheter une robe de communion neuve pour sa fille, afin de ne pas perdre la face devant le voisinage. Dans ce combat pour la dignité de sa famille, il va prendre de terribles risques, se heurter à la cupidité et à la violence mais aussi redécouvrir la fraternité et la solidarité.

## Fiche technique
- Titre : Raining Stones
- Réalisation : Ken Loach
- Scénario : Jim Allen
- Production : Sally Hibbin
- Musique : Stewart Copeland
- Photographie : Barry Ackroyd
- Montage : Jonathan Morris
- Décors : Martin Johnson
- Pays d'origine : Royaume-Uni
- Format : Couleurs
- Genre : Comédie dramatique
- Durée : 90 minutes
- Date de sortie : 1993

## Distribution
- Bruce Jones : Bob
- Julie Brown : Anne
- Gemma Phoenix : Coleen
- Ricky Tomlinson (en) : Tommy
- Tom Hickey : Père Barry
- Mike Fallon : Jimmy
- Ronnie Ravey : Butcher
- Lee Brennan : l'Irlandais
- Karen Henthorn : Jeune mère
- Christine Abbott : May

## Récompenses
- Prix du jury au Festival de Cannes 1993
- Prix du meilleur film étranger du syndicat de la critique de cinéma
- Grand Prix de l'Union de la critique de cinéma